# Eurosta lateralis
Eurosta lateralis é uma espécie de tefritídeo do gênero Eurosta da família Tephritidae.

## Distribuição
Estados Unidos.